# After Tomorrow
Pour plus de détails, voir Fiche technique et Distribution.
After Tomorrow est un mélodrame américain, réalisé par Frank Borzage et sorti en 1932.

## Synopsis
Peter Piper et sa compagne Sidney Taylor sont fiancés depuis longtemps mais la Grande Dépression et les exigences égoïstes de leurs mères respectives ont retardé leur mariage. Ils imaginent leur avenir ensemble après-demain dans les paroles de leur chanson préférée.
Tout en s'accrochant à Mme Piper, une veuve complètement obsédée par son garçon, ne supportant pas l'idée que son fils la quittera un jour, fait de son mieux pour rompre la relation de Sidney et Peter. La mère de Sidney, Else Taylor ne pense qu'à ses propres besoins et à son amant, Malcolm Jarvis, un pensionnaire dans leur maison. Ces derniers partent définitivement la veille du mariage de Pete et Sidney, provoquant une seconde crise cardiaque à Willie, le père de Sidney. Le mariage doit alors être reporté d'un semestre supplémentaire et quand finalement Else revient pour aider financièrement sa fille et Pete, Willie ne le permet pas.
Pete trouve le courage d'affronter le petit ami de sa mère, M. Beardsley, propriétaire d'une usine de chewing-gum, lui donnant la même chose que sa mère donne à Sidney, et tout en se disputant s'il a des intentions sérieuses avec sa mère, M. Beardsley lui dit que les cent dollars qu'il a investis dans son usine lui ont rapporté 740 dollars à ce moment-là. Finalement, ils peuvent enfin se marier et aller à Niagara Falls.

## Fiche technique
- Titre original : After Tomorrow
- Réalisation : Frank Borzage
- Scénario : Sonya Levien, d'après la pièce éponyme de John Golden et Hugh Stanislaus Stange
- Direction artistique : William Darling
- Costumes : Guy S. Duty
- Photographie : James Howe
- Son : George Leverett
- Montage : Margaret Clancey
- Musique : Hugo Friedhofer
- Société de production : Fox Film Corporation
- Société de distribution : Fox Film Corporation
- Pays d’origine :  États-Unis
- Langue : anglais
- Format : Noir et blanc - 35 mm - 1,37:1 -  Son Mono (Western Electric System)
- Genre : mélodrame
- Durée : 79 minutes
- Date de sortie :
  - États-Unis : semaine du 4 mars 1932 (Première à New-York)

## Distribution
- Charles Farrell : Peter Piper
- Marian Nixon : Sidney Taylor
- Minna Gombell : Elsie Taylor
- William Collier Sr. : Willie Taylor
- Josephine Hull : Mme Piper
- William Pawley : Mal Jarvis
- Greta Granstedt : Betty
- Ferdinand Munier : M. Beardsley
- Nora Lane : Florence Blandy